# 一宮市立市民病院今伊勢分院
一宮市立市民病院今伊勢分院（いちのみやしりつしみんびょういんいまいせぶんいん）は、かつて存在した愛知県一宮市が運営する公共の病院である。
一宮市立市民病院の分院である。
精神科系に特化した公共の病院であったが、自治体病院としての経営が困難となってきたため、2008年（平成20年）6月30日に廃院され、翌日より特定医療法人杏嶺会（一宮西病院などを運営）に民間移譲されいまいせ心療センターに改組された。

## 概要
廃院時点
- 診療科
  - 2科。別に専門外来が1つ。

- 病床数
  - 全156床（老人性認知症疾患治療：50床、精神神経科治療女子：58床、精神神経科治療：男子48床）。

## 診察科・専門外来
廃院時点
- 診察科 
  - 精神科・神経科
  - 歯科口腔外科（外来のみ、手術入院は一宮市立市民病院で行なう）

- 専門外来 
  - もの忘れ外来

## 所在地
- 一宮市今伊勢宮後字郷中茶原30番地

## 沿革
- 1946年（昭和21年）11月：中島郡今伊勢町に今伊勢国保組合直営診療所が開設される。
- 1947年（昭和22年）：今伊勢国民病院に改称。
- 1949年（昭和24年）：今伊勢町へ移管される。
- 1955年（昭和30年）：今伊勢町が一宮市へ合併。一宮市国民健康保険直営今伊勢病院に改称。
- 1977年（昭和52年）4月：一宮市立市民病院と組織上統合。一宮市立市民病院今伊勢分院に改称。
- 2006年（平成18年）4月：小児科、外科を廃止。
- 2006年（平成18年）10月：眼科、整形外科を廃止。
- 2007年（平成19年）4月：内科、リハビリテーション科を廃止。
- 2008年（平成20年）6月30日：廃院される。

## 交通機関
- 名鉄名古屋本線 今伊勢駅より徒歩で約10分。
- i-バス（一宮市循環バス）で「今伊勢分院」バス停下車。（民間譲渡後、バス停廃止。近い場所に「中保育園」バス停新設。）

## その他
一宮市の市民病院は、旧木曽川町、旧尾西市の公設病院も取り込んでおり、合併当初は4箇所の病院が存在した。民間への譲渡が進み、2009年4月現在、一宮市立市民病院、一宮市立木曽川市民病院（旧：木曽川町立木曽川病院）となっている。